# Women (roman)
Women (titre original : Women) est le troisième roman de Charles Bukowski. Il a été publié pour la première fois en 1978, par Black Sparrow Press, sous le même titre. En France, il est paru en 1981 chez les éditions Grasset et a été traduit par Brice Matthieussent.

## Résumé
Ce roman raconte la vie de Hank Chinaski, alter-ego de Bukowski, alors qu'il a la cinquantaine et partage son temps entre les femmes, les lectures de poésie et courses hippiques.

« J'avais cinquante ans et n'avais pas couché avec une femme depuis quatre ans. Je n'avais pas d'amies femmes. Je les regardais quand j'en croisais une dans la rue ou ailleurs, mais je les regardais sans désir, avec une impression de futilité. Je me masturbais régulièrement, mais l'idée d'entretenir une relation avec une femme - même sans rapport sexuels - dépassait mon imagination. »

— Charles Bukowski, Women, Grasset 1981, p. 7